# ماونت فيرنون

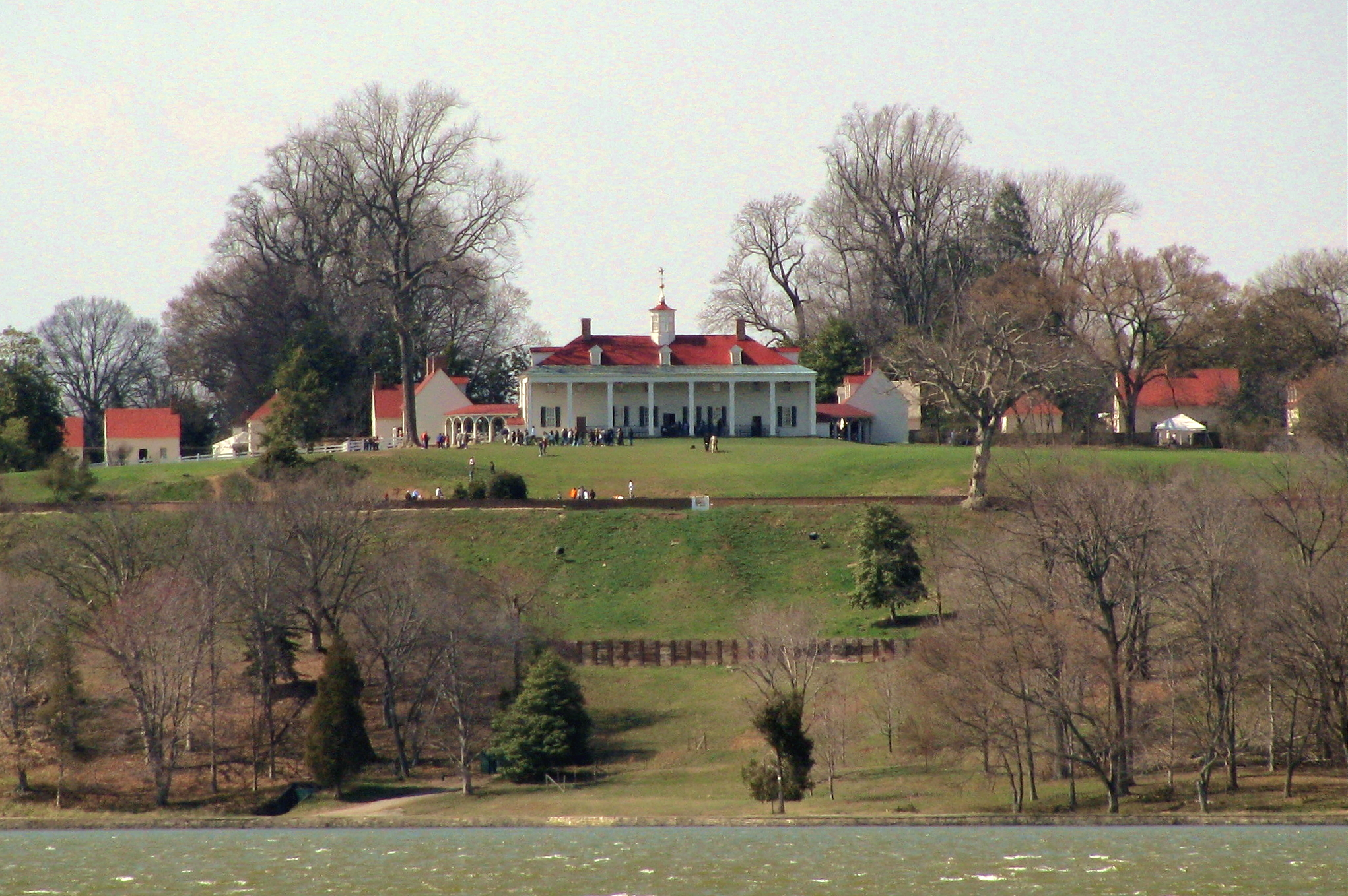
عقارات ماونت فيرنون، فيرجينيا

ماونت فيرنون (بالإنجليزية: Mount Vernon)‏ هي مسقط رأس جورج واشنطن، أول رئيس للولايات المتحدة وتقع في مقاطعة فيرفاكس بالإسكندرية في ولاية فرجينيا. عائلة واشنطن امتلكت الأراضي هناك من أيام جد العائلة أي منذ العام 1674، وفي العام 1739 بدأت العائلة بتوسيع أملاكها بعهد حفيد العائلة جورج واشنطن الذي بدأ بامتلاك العقارات منذ العام 1754 لكن لم يكن مالكها الوحيد حتى حلول العام 1761. بنيت الفيلا بأسلوب هندسة بالاديو التي اشتقت من تصاميمِ المهندس الإيطالي اندريا بالاديو، وشيدها جورج واشنطن على مراحل ما بين أعوام 1758 و 1778.

## أعلام
- إليانور بارك كاستيس لويس
- إليزابيث بارك كاستيس لو
- مارثا واشنطن
- بوشرود واشنطن
- جورج واشنطن